# Terminalia nitens
Terminalia nitens är en tvåhjärtbladig växtart som beskrevs av Presl. Terminalia nitens ingår i släktet Terminalia och familjen Combretaceae. Inga underarter finns listade i Catalogue of Life.

## Bildgalleri

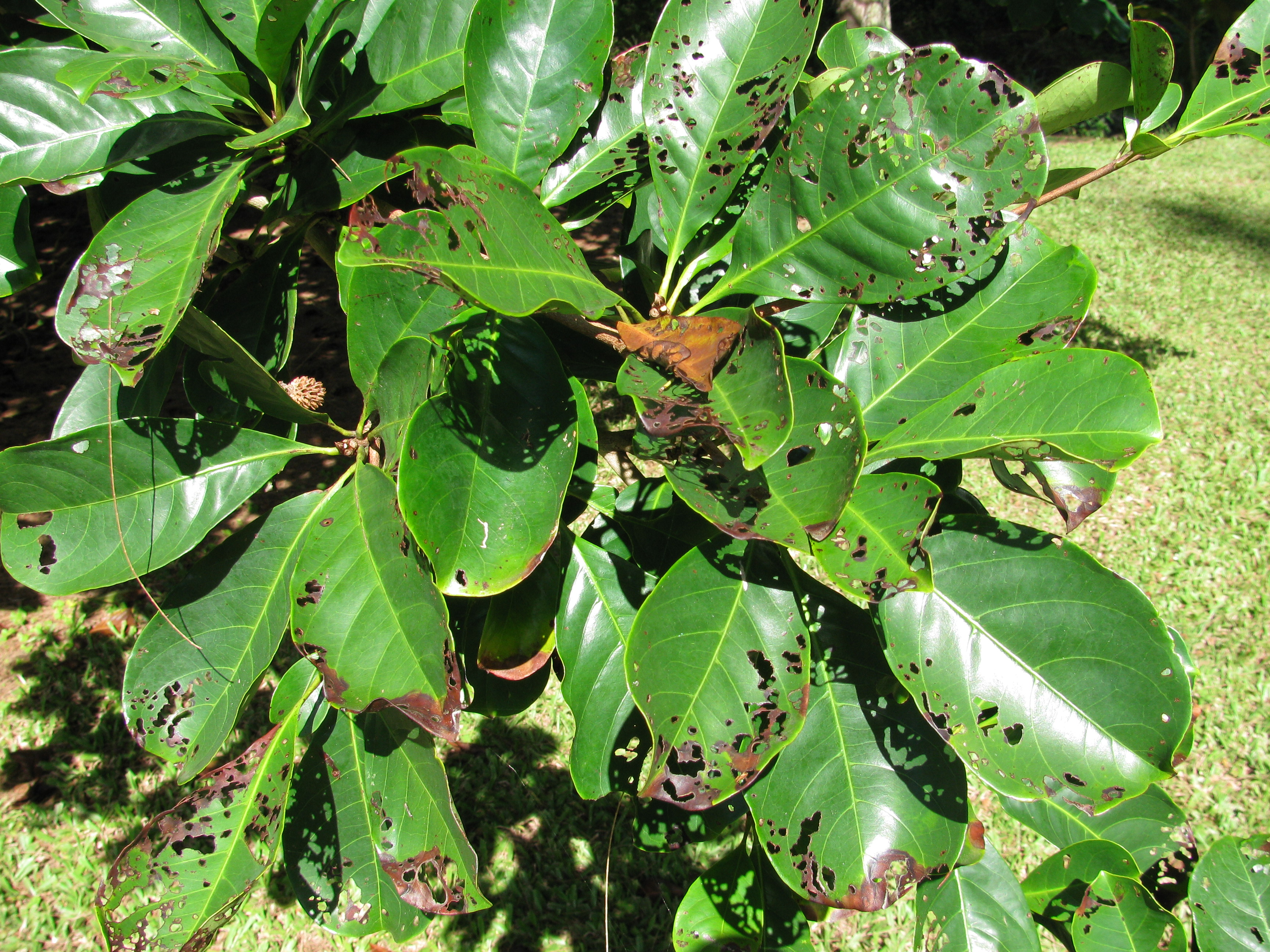